# Studentersangforeningen i Bergen
Studentersangforeningen i Bergen är en norsk akademisk manskör och Universitetet i Bergens officiella representationskör. Kören grundades 1935.

## Diskografi
- 1995 – Norrønafolket